# Oecothea aristata
Oecothea aristata är en tvåvingeart som först beskrevs av Malloch 1919.  Oecothea aristata ingår i släktet Oecothea och familjen myllflugor.
Artens utbredningsområde är Alaska. Inga underarter finns listade i Catalogue of Life.